# Saint-Léger-sur-Bresle
Saint-Léger-sur-Bresle är en kommun i departementet Somme i regionen Hauts-de-France i norra Frankrike. Kommunen ligger i kantonen Oisemont som tillhör arrondissementet Abbeville. År 2022 hade Saint-Léger-sur-Bresle 78 invånare.

## Befolkningsutveckling
Antalet invånare i kommunen Saint-Léger-sur-Bresle
| Referens: INSEE |